# (41800) Robwilliams
(41800) Robwilliams (2000 WM19) – planetoida z pasa głównego asteroid okrążająca Słońce w ciągu 4,21 lat w średniej odległości 2,61 j.a. Odkryta 25 listopada 2000 roku.